# 1963年のスポーツ
1963年のスポーツ（1963ねんのスポーツ）では、1963年（昭和38年）のスポーツ関連の出来事についてまとめる。

## できごと
- 1月16日 - 閣議で第11回冬季オリンピック開催地に札幌の立候補を了承
- 2月9日 - 日本ハンドボール協会、11人制を廃止し、7人制を実施することを決定
- 2月17日 - 寺沢徹、別府毎日マラソンで2時間15分15秒の世界最高記録で優勝
- 2月22日 - サンケイスポーツが東京でも発刊
- 3月20日 - 日本モーターボート協会発足
- 4月1日 - 文部省体育局に「オリンピック課」設置（1965年3月まで）
- 4月21日 - 第2回日豪水上東京大会で日本が800mリレーで8分9秒8の世界新記録
- 5月26日 - 大相撲の大鵬幸喜、史上初の6場所連続優勝
- 9月18日 - 海老原博幸、ボクシング・世界フライ級王座獲得
- 11月10日 - オートバイの第1回日本グランプリ開催
- 11月11日 - 佐渡ヶ嶽部屋フグ中毒事件、結果的に2人死亡
- 12月8日 - プロレスラーの力道山が赤坂のキャバレーで暴力団員に刺される

## 総合競技大会
- 第5回国際ろう者冬季競技大会（スウェーデン・オーレ・3月11日～16日）
- 第3回夏季ユニバーシアード（ブラジル・ポルトアレグレ・8月30日～9月8日） - 日本の獲得メダル：金9、銀4、銅6
- 第1回新興国競技大会（GANEFO, インドネシア・ジャカルタ・11月10日～22日） - 日本の獲得メダル：金4、銀10、銅14

- 第18回山口国体（冬季スケート - 北海道・1月24日～27日、冬季スキー - 宮城県・2月14日～17日、夏季 - 山口県・9月15日～18日、秋季 - 山口県・10月27日～11月1日）
天皇杯順位：優勝 東京都、第2位 山口県、第3位 大阪府
皇后杯順位：優勝 東京都、第2位 山口県、第3位 大阪府

## アイスホッケー
- スタンレーカップ決勝（1962-1963シーズン）
トロント・メープルリーフス （4勝1敗） デトロイト・レッドウィングス

## 大相撲
- 一月場所（蔵前国技館・13日～27日）
幕内最高優勝 : 大鵬幸喜（14勝1敗,9回目）
十両優勝 : 琴櫻紀雄（13勝2敗）
- 三月場所（大阪府立体育館・10日～24日）
幕内最高優勝 : 大鵬幸喜（14勝1敗,10回目）
十両優勝 : 大雄辰實（12勝3敗）
- 五月場所（蔵前国技館・12日～26日）
幕内最高優勝 : 大鵬幸喜（15戦全勝,11回目）
十両優勝 : 麒麟児將能（13勝2敗）
- 七月場所（名古屋市金山体育館・6月23日～7月7日）
幕内最高優勝 : 北葉山英俊（13勝2敗,初）
十両優勝 : 高鐵山孝之進（13勝2敗）
- 九月場所（蔵前国技館・8日～22日）
幕内最高優勝 : 柏戸剛(15戦全勝,2回目）
十両優勝 : 沢光幸夫（12勝3敗）
- 十一月場所（福岡スポーツセンター・10日～24日）
幕内最高優勝 :栃ノ海晃嘉（14勝1敗,2回目）
十両優勝 : 北の冨士勝明（15戦全勝）
- 年間最優秀力士賞（年間最多勝):大鵬幸喜（81勝9敗）

## ゴルフ

### 世界4大大会（男子）
- マスターズ優勝者：ジャック・ニクラス（アメリカ）
- 全米オープン優勝者：ジュリアス・ボロス（アメリカ）
- 全英オープン優勝者：ボブ・チャールズ（ニュージーランド）
- 全米プロゴルフ優勝者：ジャック・ニクラス（アメリカ）

## 自転車競技

### ロードレース
- 第46回ジロ・デ・イタリア
総合優勝：フランコ・パルマミオン（イタリア）
- 第50回ツール・ド・フランス
総合優勝：ジャック・アンクティル（フランス）

## テニス

### グランドスラム
- 全豪選手権　男子単優勝：ロイ・エマーソン（オーストラリア）、女子単優勝：マーガレット・スミス（オーストラリア）
- 全仏選手権　男子単優勝：ロイ・エマーソン（オーストラリア）、女子単優勝：レスリー・ターナー（オーストラリア）
- ウィンブルドン　男子単優勝：チャック・マッキンリー（アメリカ）、女子単優勝：マーガレット・スミス（オーストラリア）
- 全米選手権　男子単優勝：ラファエル・オスナ（メキシコ）、女子単優勝：マリア・ブエノ（ブラジル）

混合ダブルスで、ケン・フレッチャーとマーガレット・スミス（ともにオーストラリア）が部門唯一の「年間グランドスラム」を達成した年。全米オープン優勝者のオスナは、メキシコ出身のテニス選手として最初の4大大会シングルス優勝者になった。

## 誕生
- 1月2日 - エドガー・マルティネス（アメリカ、野球）
- 1月4日 - トレイ・ヒルマン（アメリカ、野球）
- 1月11日 - 宣銅烈（韓国、野球）
- 1月15日 - 松井章圭（東京都、空手）
- 1月21日 - アキーム・オラジュワン（ナイジェリア→アメリカ、バスケットボール）
- 1月21日 - 平尾誠二（京都府、ラグビー、+2016年）
- 1月23日 - マーティ・ブラウン（アメリカ、野球）
- 2月2日 - 寺尾常史（鹿児島県、相撲、+2023年）
- 2月3日 - 川合俊一（新潟県、バレーボール）
- 2月4日 - ピルミン・ツルブリッゲン（スイス、アルペンスキー）
- 2月17日 - マイケル・ジョーダン（アメリカ、バスケットボール）
- 2月20日 - チャールズ・バークレー（アメリカ、バスケットボール）
- 2月22日 - ビジェイ・シン（フィジー、ゴルフ）
- 3月2日 - 井上祐二（宮崎県、野球）
- 4月2日 - 伊東昭光（東京都、野球）
- 4月14日 - メグ・マローン（アメリカ、ゴルフ）
- 4月21日 - ケン・カミニティ（アメリカ、野球、+2004年）
- 4月27日 - 吉村禎章（奈良県、野球）
- 5月5日 - 工藤公康（愛知県、野球）
- 5月17日 - 小林孝至（茨城県、レスリング）
- 5月20日 - デビッド・ウェルズ（アメリカ、野球）
- 5月24日 - ジョー・デュマース（アメリカ、バスケットボール）
- 5月29日 - 片山右京（東京都、レーシングドライバー）
- 6月1日 - 宇津木麗華（中国→日本、ソフトボール）
- 6月4日 - ショーン・フィッツパトリック（ニュージーランド、ラグビー）
- 6月22日 - 北勝海信芳（北海道、相撲）
- 7月14日 - 宮澤ミシェル（千葉県、サッカー）
- 7月17日 - マッチ・ニッカネン（フィンランド、スキージャンプ、+2019年）
- 7月24日 - カール・マローン（アメリカ、バスケットボール）
- 7月28日 - ライオネス飛鳥（埼玉県、プロレス）
- 8月11日 - 槙原寛己（愛知県、野球）
- 8月12日 - 双羽黒光司（三重県、相撲、+2019年）
- 8月21日 - 眞鍋政義（兵庫県、バレーボール）
- 9月6日 - イワン・ハシェック（チェコ、サッカー）
- 9月10日 - ランディ・ジョンソン（アメリカ、野球）
- 9月17日 - 蝶野正洋（東京都、プロレス）
- 9月21日 - セシル・フィルダー（アメリカ、野球）
- 9月26日 - ダグラス・ワキウリ（ケニア、マラソン）
- 10月1日 - マーク・マグワイア（アメリカ、野球）
- 10月5日 - ローラ・デービース（イギリス、ゴルフ)
- 10月31日 - ドゥンガ（ブラジル、サッカー）
- 11月5日 - ジャン＝ピエール・パパン（フランス、サッカー）
- 11月10日 - マイク・パウエル（アメリカ、陸上競技）
- 11月15日 - 大豊泰昭（台湾、野球、+2015年）
- 11月18日 - ピーター・シュマイケル（デンマーク、サッカー）
- 11月20日 - 鈴木貴久（北海道、野球、+2004年）
- 12月4日 - セルゲイ・ブブカ（ウクライナ、陸上競技）
- 12月8日 - 川田利明（栃木県、プロレス）
- 12月31日 - 小錦八十吉（アメリカ→日本、相撲）

## 死去
- 1月5日 - ロジャース・ホーンスビー（アメリカ、野球、*1896年）
- 1月7日 - エリック・ルンドクヴィスト（スウェーデン、陸上競技、*1908年）
- 3月22日 - シリー・アウセム（ドイツ、テニス、*1909年）
- 4月3日 - アルマ・リチャーズ（アメリカ、陸上競技、*1890年）
- 5月12日 - ボビー・カー（カナダ、陸上競技、*1882年）
- 9月15日 - チャールズ・ウィンスロー（南アフリカ、テニス、*1888年）
- 10月15日 - ホートン・スミス（アメリカ、ゴルフ、*1908年）
- 12月2日 - トーマス・ヒックス（アメリカ、陸上競技、*1875年）
- 12月15日 - 力道山（旧朝鮮出身、プロレス、*1924年）